# Peter Hopman
Peter Hopman (Johannesburg, 1968) is een Nederlands industrieel ontwerper.
Peter Hopman woont en werkt in Rotterdam.
Na zijn studie meubelmaken op de MTS voor meubilerings- en houtbedrijven in Rotterdam, begint
de opleiding aan de ArtEZ Hogeschool voor de Kunsten in Arnhem waar hij in
1995 cum laude afstudeert en de Roos Gesink prijs wint.
In 1997 richt hij Bureau Lakenvelder op.
Hopman houdt zich, in wisselende samenwerkingsverbanden, o.a in opdracht van Droog Design, MVRDV architecten, Schipper Bosch projectontwikkeling en Rotown, bezig met diverse ontwerpdisciplines variërend van productontwerp, interieur architectuur en architectuur.
Enkele hoogtepunten in zijn werk zijn onder andere de ontvangst- en verkoopbalie in het Expo 2000 gebouw in Hannover en de 68 badkamers voor het Lloyd Hotel in Amsterdam  in opdracht van MVRDV architecten.
De uitbreiding van poppodium Rotown in samenwerking met interieurarchitect Eline Strijkers. Het tijdelijk havenkantoor in jachthaven 't Raboes te Eemnes en het ontwerp van 5 woningen in een stedenbouwkundig project van West 8 in opdracht van Schipper Bosch Projectontwikkeling in Amersfoort ( Vinex, Vathorst, de Laak.)
Het interieur van Café De Unie in Rotterdam met de heruitgave van een stoelontwerp van J.J.P. Oud uit 1934 voor Metz & Co.
In 2005, met het oog op de sloop van het Station Rotterdam Centraal, ontstaat het idee voor een ode aan Sybold van Ravesteijn. TRAAN LATEN  is een letterwisseling van de bestaande neonletters CENTRAAL STATION.
In samenwerking met Arjen Slings wordt er een documentaire gemaakt van de letterwisseling.
Muziek en tekst door Keimpe de Jong en John Buijsman.

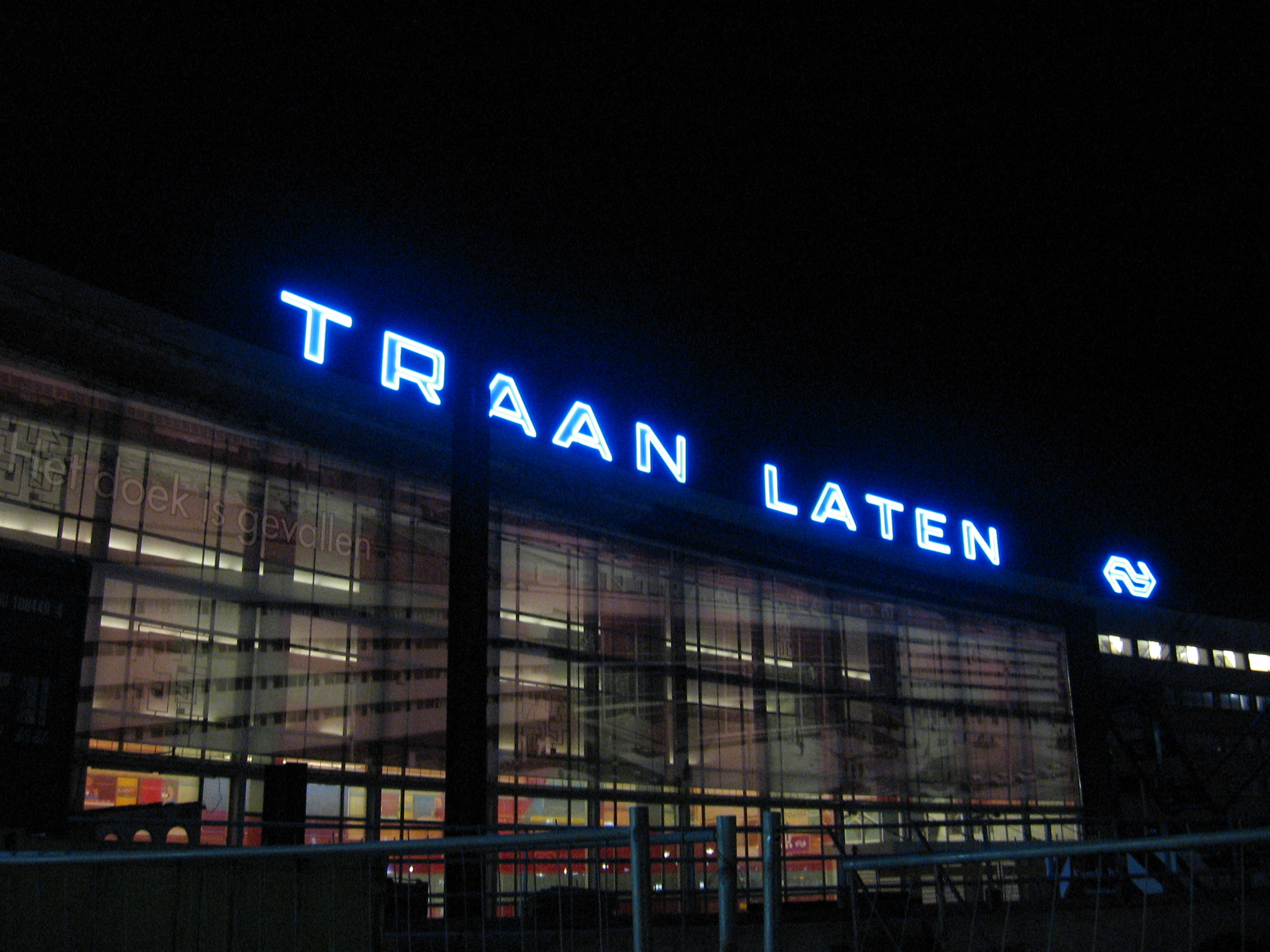
Peter Hopman' Traan laten, Rotterdam CS, 2007